# Lamnay
Lamnay é uma comuna francesa na região administrativa do País do Loire, no departamento de Sarthe. Estende-se por uma área de 22.09 km². Em 2010 a comuna tinha 968 habitantes (densidade: 43,8 hab./km²).